# Брюхов Ілля Павлович
Ілля Павлович Брюхов (нар. 8 серпня 1998, Донецьк) — український футболіст, захисник.

## Клубна кар'єра
Народився 8 серпня 1998 року в місті Донецьк. Розпочав займатись футболом в академії місцевого клубу «Шахтар» (Донецьк), а 2014 року потрапив до юнацької команди «Кременя», де грав у чемпіонаті U-17.
2016 року відправився до Італії, у Сицилію, де жила його тітка. Там молодий футболіст був на перегляді у 5-6 місцевих командах, втім все обмежувалося переглядом і місячним перебуванням в команда. Згодом Брюхову зателефонували представники «Кальярі» і запропонували пройти перегляд у команді. Ілля успішно пройшов перегляд і з березня 2016 року приєднався до команди. Втім українця тривалий час не могли зареєструвати для змагань через українське громадянство і лише отримавши статус біженця (італ. permesso), у листопаді Брюхова вдалося заявити в якості італійця.
30-го числа того ж місяця Брюхов дебютував у першій команді в матчі 4-го раунду Кубка Італії проти «Сампдорії» (3:0). Втім цей матч так і залишився єдиним за основну команду і вже влітку 2017 року він був відданий в оренду в клуб Серії D «Потенца», де теж не став основним, зігравши лише одного разу в матчі Кубка Італії Серії D.

## Виступи за збірну
З 2017 року залучається до складу молодіжної збірної України. На молодіжному рівні зіграв у 2 офіційних матчах.